# Aransas City (Texas)
Aransas City est une ville fantôme située sur la pointe de la péninsule de Live Oak, près de l'actuelle ville de Fulton, dans le comté d'Aransas, au Texas du Sud, aux États-Unis. La localité servait de port dans la baie d'Aransas (en) à son confluent avec la baie de Copano (en), dans les années 1830 et 1840. Elle décline, en raison du choix de Refugio, en tant que siège de comté, sa rivalité avec Corpus Christi et la perte d'un poste de douane de la république du Texas, au profit du port rival de Lamar.

### Source de la traduction
- (en) Cet article est partiellement ou en totalité issu de l’article de Wikipédia en anglais intitulé « Aransas City, Texas » (voir la liste des auteurs).